# 鐮盔蓑鮋
鐮盔蓑鮋，為輻鰭魚綱鮋形目鮋亞目鮋科的其中一種，為熱帶海水魚，分布於西印度洋索馬利亞及印度海域，棲息深度47-243公尺，體長可達9.3公分，棲息在底層水域，生活習性不明。